# Haplocope oculatus
Haplocope oculatus is een naaldkreeftjessoort uit de familie van de Colletteidae. De wetenschappelijke naam van de soort is voor het eerst geldig gepubliceerd in 1918 door Stebbing.